# چیوتوشا ستارا
چیوتوشا ستارا لهستانی:  Ciotusza Stara) یک روستا در لهستان است که در گمینا سوشتس واقع شده‌است.